# Cicangkang Girang
Cicangkang Girang is een bestuurslaag in het regentschap West-Bandung van de provincie West-Java, Indonesië. Cicangkang Girang telt 9077 inwoners (volkstelling 2010).